# Henry Mateo
Henry Antonio Mateo Valera (nacido el 14 de octubre de 1976 en Santo Domingo) es un infielder/outfielder dominicano que jugó en las Grandes Ligas de Béisbol y que actualmente es agente libre. Jugó alrededor de seis temporadas en las Grandes Ligas de 2001 a 2006, y parte de la temporada 2010 en la Liga de Béisbol Profesional China. Actualmente se encuentra jugando para los Saraperos de Saltillo de la Liga Mexicana.

## Carrera

### Montreal Expos y Washington Nationals
Mateo fue seleccionado por los Expos de Montreal a los 18 años en la segunda ronda del draft de amateur de 1995. Pasó los siguientes seis años en el sistema de ligas menores de los Expos antes de hacer su debut en Grandes Ligas en 2001. Se quedó con el equipo cuando se mudaron a Washington D. C. y se convirtieron en los Nacionales de Washington en el año 2005. Después de batear .154 en el 2006, se le concedió la agencia libre después de la temporada.

### Detroit Tigers, Tampa Bay Devil Rays y béisbol independiente
En 2007, Mateo firmó con los Tigres de Detroit, pasando toda la temporada con su farm team, Toledo Mud Hens. Fue puesto en libertad por los Tigres de Detroit el 21 de abril de 2008. Más tarde, en 2008 firmó con los Bridgeport Bluefish de la Atlantic League of Professional Baseball. Bateó para .318 para los Bluefish y lideró el equipo en hits con 170. El 24 de mayo de 2009, Mateo firmó un contrato de ligas menores con los Rays de Tampa Bay y de inmediato fue asignado al equipo de ligas menores, Durham Bulls, donde terminó la temporada.

### México y Taiwán
Mateo se convirtió en agente libre nuevamente después de la temporada 2009. más adelante, pasó a la Liga Mexicana, firmando con los Vaqueros Laguna. Posteriormente fue cambiado a la Diablos Rojos del México, pero posteriormente fue liberado. En julio, Mateo fue firmado por los Uni-President 7-Eleven Lions en la Liga de Béisbol Profesional China en Taiwán. Sus estadísticas entre Vaqueros Laguna y Diablos Rojos del México fueron: 67 partidos, bateó para promedio .339 (269-91), conectó 20 dobles, 1 triple, 11 cuadrangulares y 50 carreras remolcadas, se estafó 21 bases en 28 intentos.
En 2011 regresa a México con los Olmecas de Tabasco, en 105 partidos bateó para promedio de .345 (435-150), conectó 16 dobles, 8 triples, 3 cuadrangulares, remolcó 52 carreras y se estafó 32 bases en 39 intentos.
En 2012 continúa su temporada en México con los Olmecas de Tabasco, jugó 66 partidos, bateó para promedio de .317 (259-82), conectó 7 dobles, 3 triples, 4 cuadrangulares, remolcó 33 carreras y se rboó 25 bases en 30 intentos.
En 2013 firma con los Saraperos de Saltillo, en 98 partidos tuvo un promedio de .322 (416-134), conectó 20 dobles, 5 triples, 3 cuadrangulares, remolcó 45 carreras y se estafó 23 bases en 33 intentos.
En 2014 vuelve con los Saraperos de Saltillo y actualmente juega con dicho equipo en la Liga Mexicana.

## Vida personal
Mateo nunca fue a la universidad. Se casó con Ana Lisette Brito el 25 de diciembre de 1999. El 30 de agosto de 2000, la pareja tuvo un hijo, Henry Mateo, Jr. Brito y en 2007 una niña llamada Hendy Lisette Mateo Brito, años más tarde la pareja se divorció.